# Тарханы (Саратовский район)
Тарханы — железнодорожная станция в Саратовском районе Саратовской области России. С 1 января 2022 года входит в состав городского округа Саратова. Станция не имеет видимых границ с селом Шевыревка.

## История
В годы Великой Отечественной войны в 1942 году, когда шла битва за Сталинград, при строительстве Волжской рокады, появилась станция Тарханы. За несколько месяцев была построена железная дорога, по которой везли на фронт солдат, оружие, боеприпасы. Рядом со станцией появилась улица Железнодорожная, а потом и другие. Неподалёку от станции в 1954 году было начато строительство хлебоприемного пункта, куда со всех окрестных полей свозили зерно. В 1960 годы был построен завод ЖБИ, появлялись новые улицы. В 1972 году введена в действие Тарханская средняя школа. Благодаря инициативе первого директора школы Бориса Романовича Гринберга, при школе появились тир, теплица, производственные комплексы.
Современная станция приросла к административному центру поселения селу Шевыревка.

## Физико-географическая характеристика
Станция расположена на севере Саратовского района, с южной стороны реки Чардым. Расстояние до областного центра составляет 32 км. С областным центром посёлок связан автотрассой и регулярным автобусным и железнодорожным сообщением. Электропоезд до Саратова направляется четыре раза в день.
Климат
Климат на станции умеренно-холодный со значительным количеством осадков. Даже в засушливый месяц наблюдается много дождя (согласно классификации климатов Кёппена — Dfa). Среднегодовая температура в Тарханах - 6.6 °C. 458 mm - среднегодовая норма осадков. Самый засушливый месяц - Март с осадками 27 mm. Большая часть осадков здесь выпадает в Июле, в среднем 45 mm.
| Показатель                          | Янв. | Фев. | Март | Апр. | Май | Июнь | Июль | Авг. | Сен. | Окт. | Нояб. | Дек. | Год |
| ----------------------------------- | ---- | ---- | ---- | ---- | --- | ---- | ---- | ---- | ---- | ---- | ----- | ---- | --- |
| Средняя температура, °C             | −10  | −9,6 | −3,7 | 8,4  | 16  | 20,6 | 22,6 | 21   | 14,7 | 6,6  | −1,3  | −6,6 | 6,6 |
| Норма осадков, мм                   | 41   | 29   | 27   | 27   | 36  | 44   | 45   | 45   | 41   | 36   | 44    | 43   | 458 |
| Источник: Тарханы (норма 1982-2012) |      |      |      |      |     |      |      |      |      |      |       |      |     |

Часовой пояс
станция Тарханы, как и вся Саратовская область, находится в часовой зоне МСК+1. Смещение применяемого времени относительно UTC составляет +4:00.
Уличная сеть
В Тарханах одиннадцать улиц и один переулок. Также к селу относится территория садово некоммерческого товарищества "Зелёная Долина".

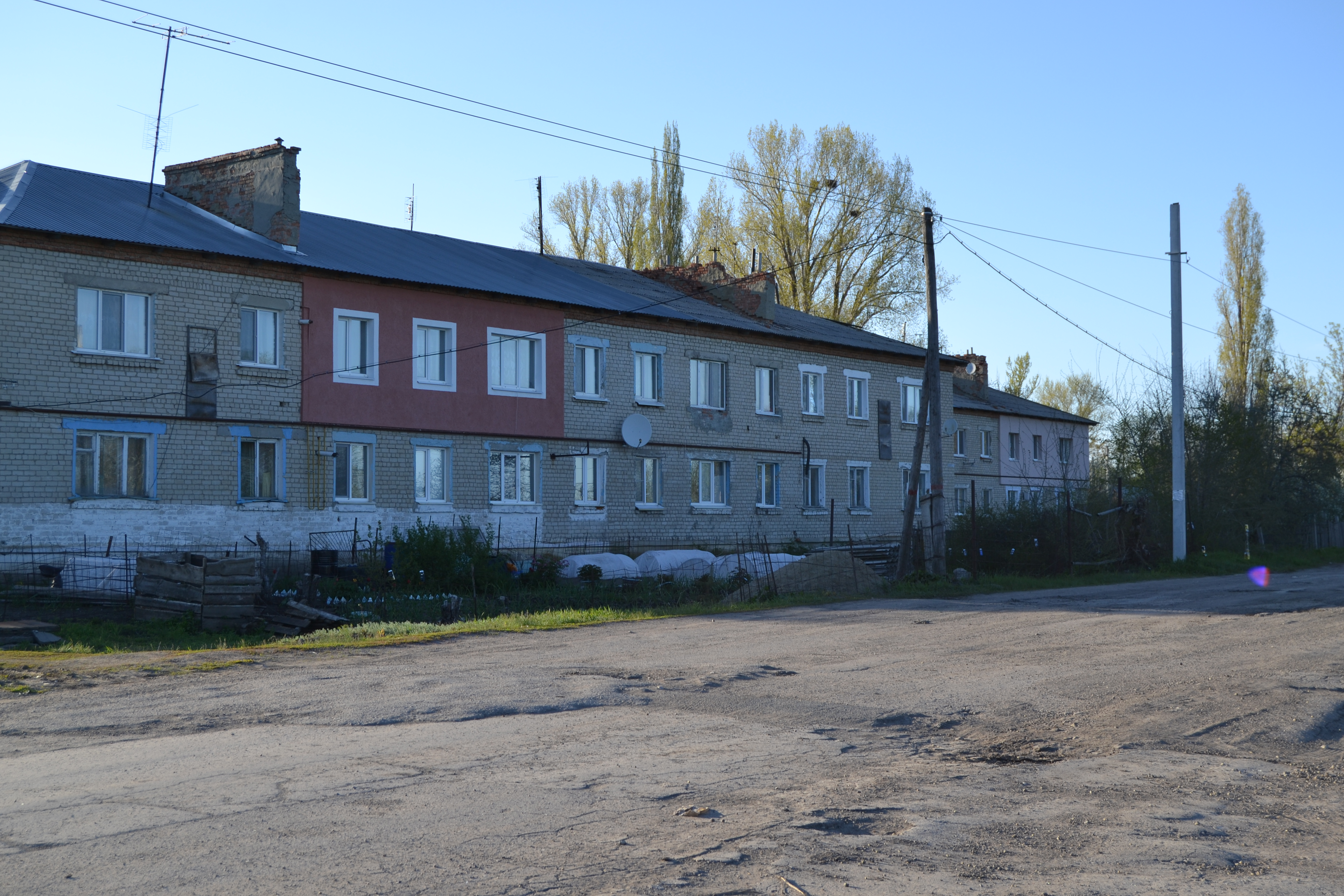
Улица Дорожная

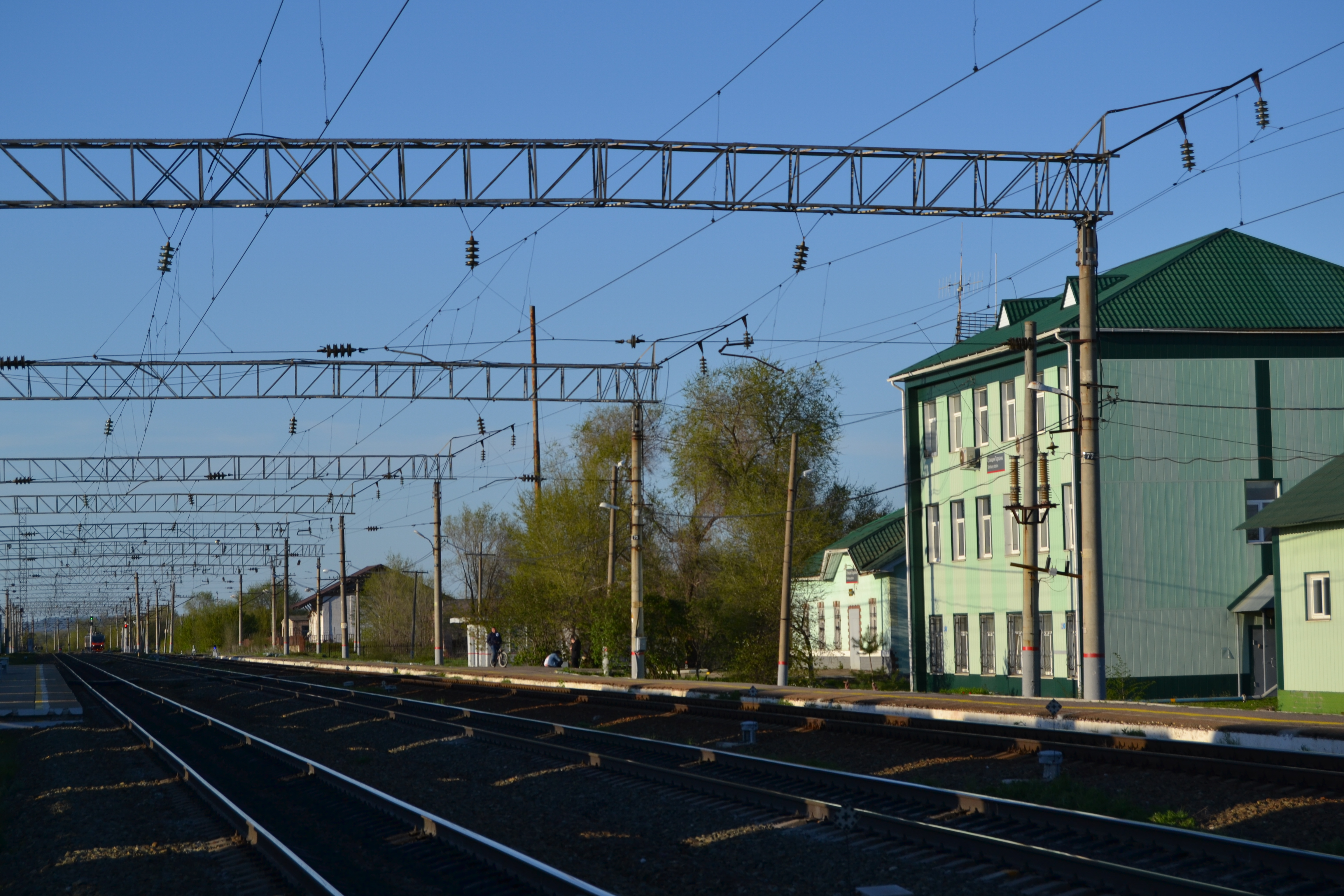
Железнодорожная станция

## Население
| 2002 | 2010  |
| ---- | ----- |
| 2016 | ↘1971 |

Население составляет 1948 человек (на 1 января 2019 года), насчитывается 697 дворов.

## Экономика
На территории села действуют 6 предприятий розничной торговли. Свою деятельность ведут сельскохозяйственные предприятия и фермерские хозяйства. Одним из крупнейших является фермерское хозяйство Александра Кисина, в обработке 1500 гектаров земли.

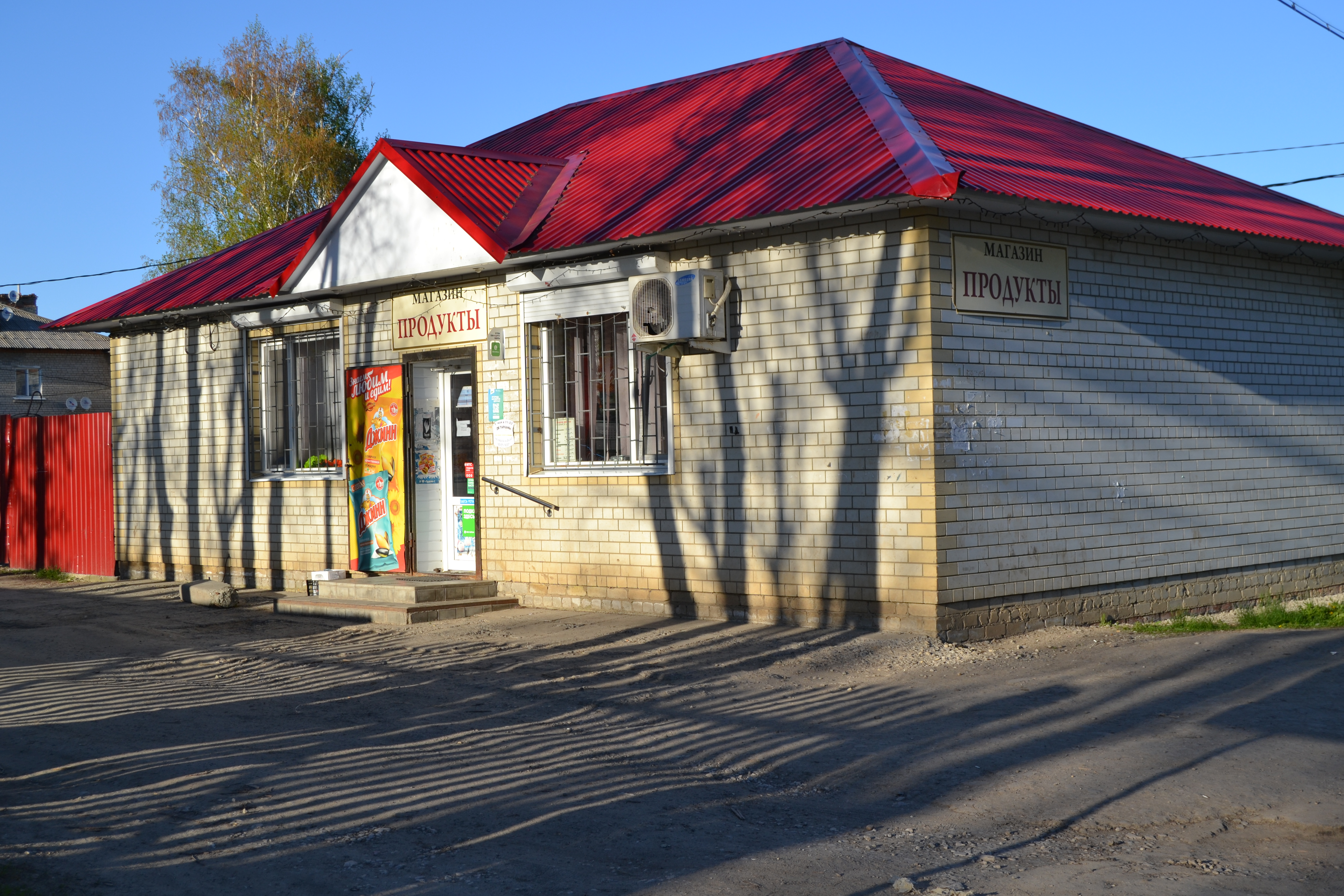
Магазин

## Инфраструктура
В населённом пункте работают:
- детский сад "Малышок"[8],
- средняя общеобразовательная школа,
- дом культуры,
- библиотека, книжный фонд которой составляет 4979 экземпляров, оформлена подписка на 26 наименований периодических изданий. Пользуются учреждением 750 человек[9];
- филиал детской школы искусств,

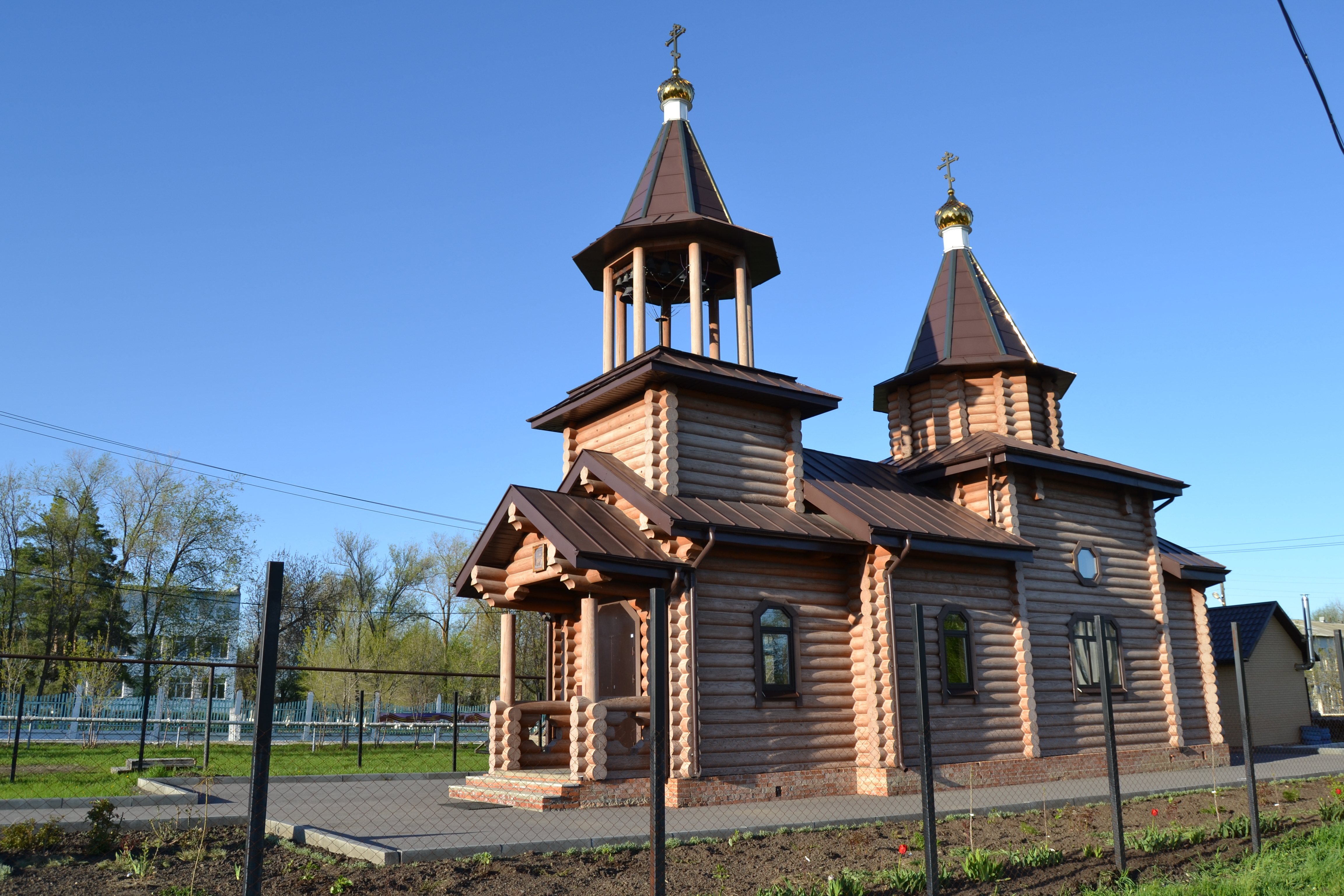
Храм

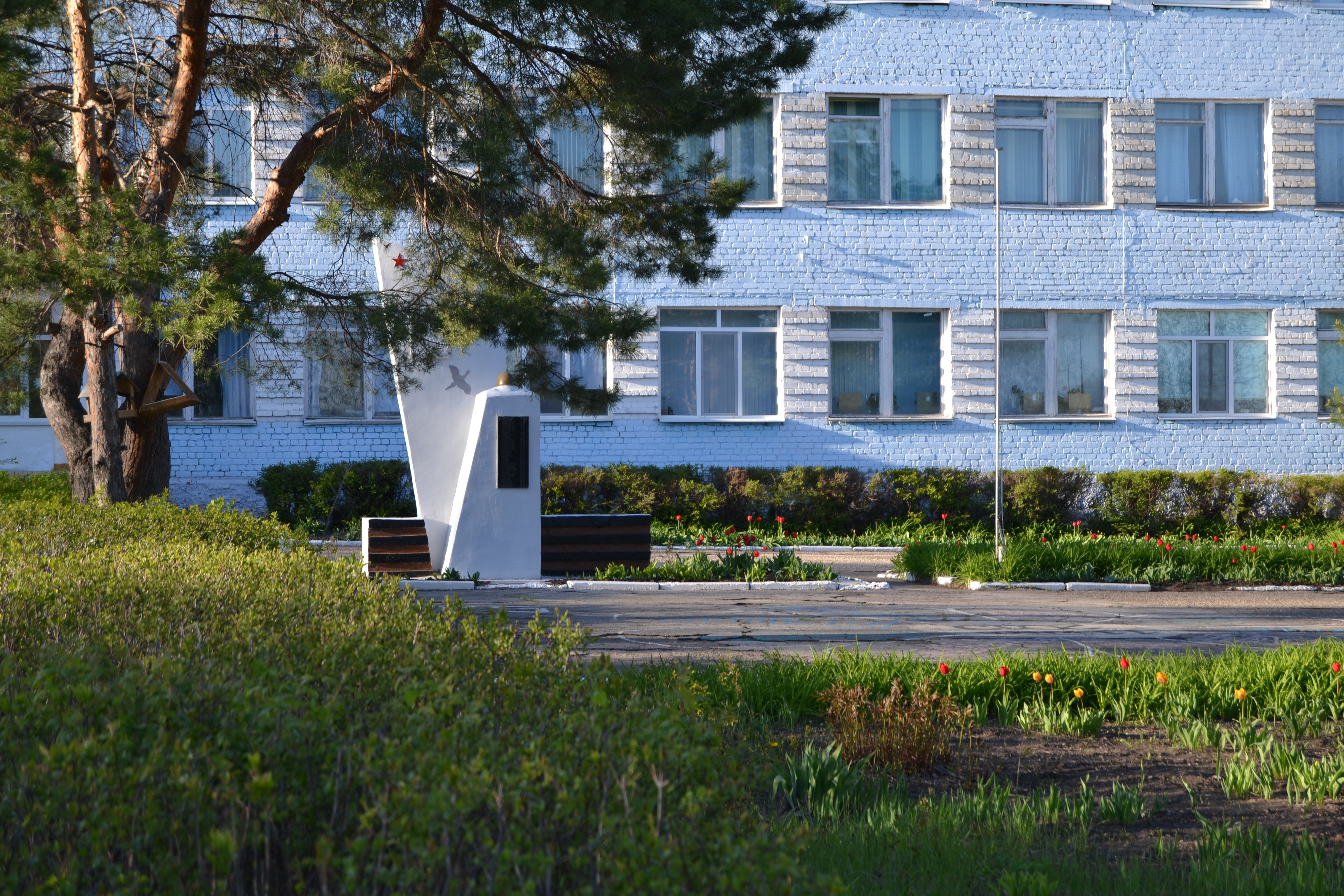
Памятник воинам-освободителям

Также осуществляют свою деятельность почтовое отделение, железнодорожная станция.
Населённый пункт полностью газифицирован, 151 абонент пользуются стационарной телефонной связью.

## Культура и спорт
- В местном Доме культуры занимается творчеством, совершенствуется и развивается народный ансамбль "Русская песня". Коллектив создан в 1972 году.
- Коллективный ансамбль танца"Вензеля"
- Вокальный ансамбль песни группа "NEXT"

## Достопримечательности
- На пришкольной территории установлен памятник погибшим воинам в годы Великой Отечественной войны.
- На территории населённого пункта в 2019 году построен Храм в честь Иверской иконы Божией Матери[10].
- В 2015 по инициативе жителей ст. Тарханы (с. Шевыревка) была возведена аллея славы в честь 75 летия Великой победы.

## Фотогалерея

### Посёлок на фотографиях

Виды посёлка
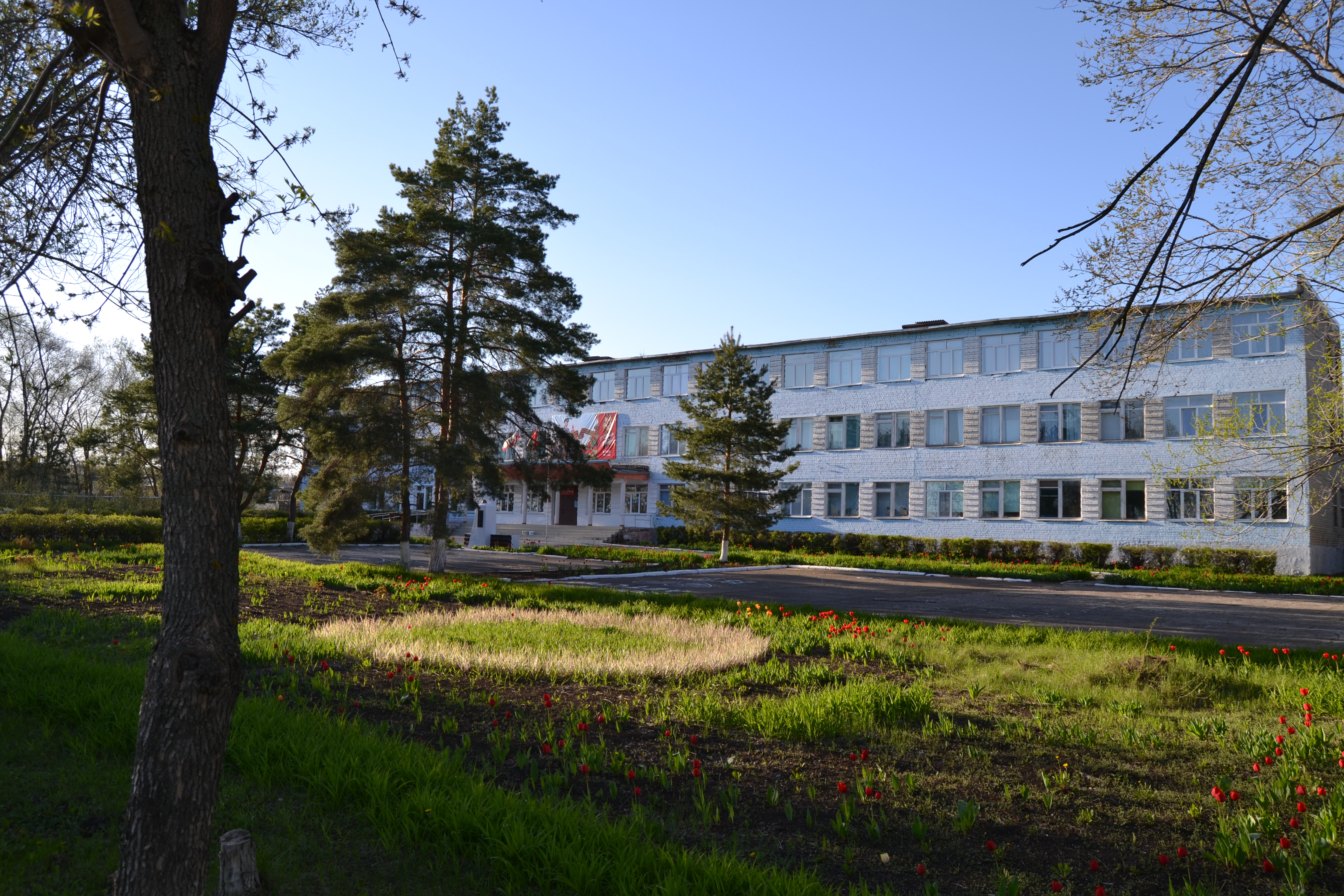
Школа
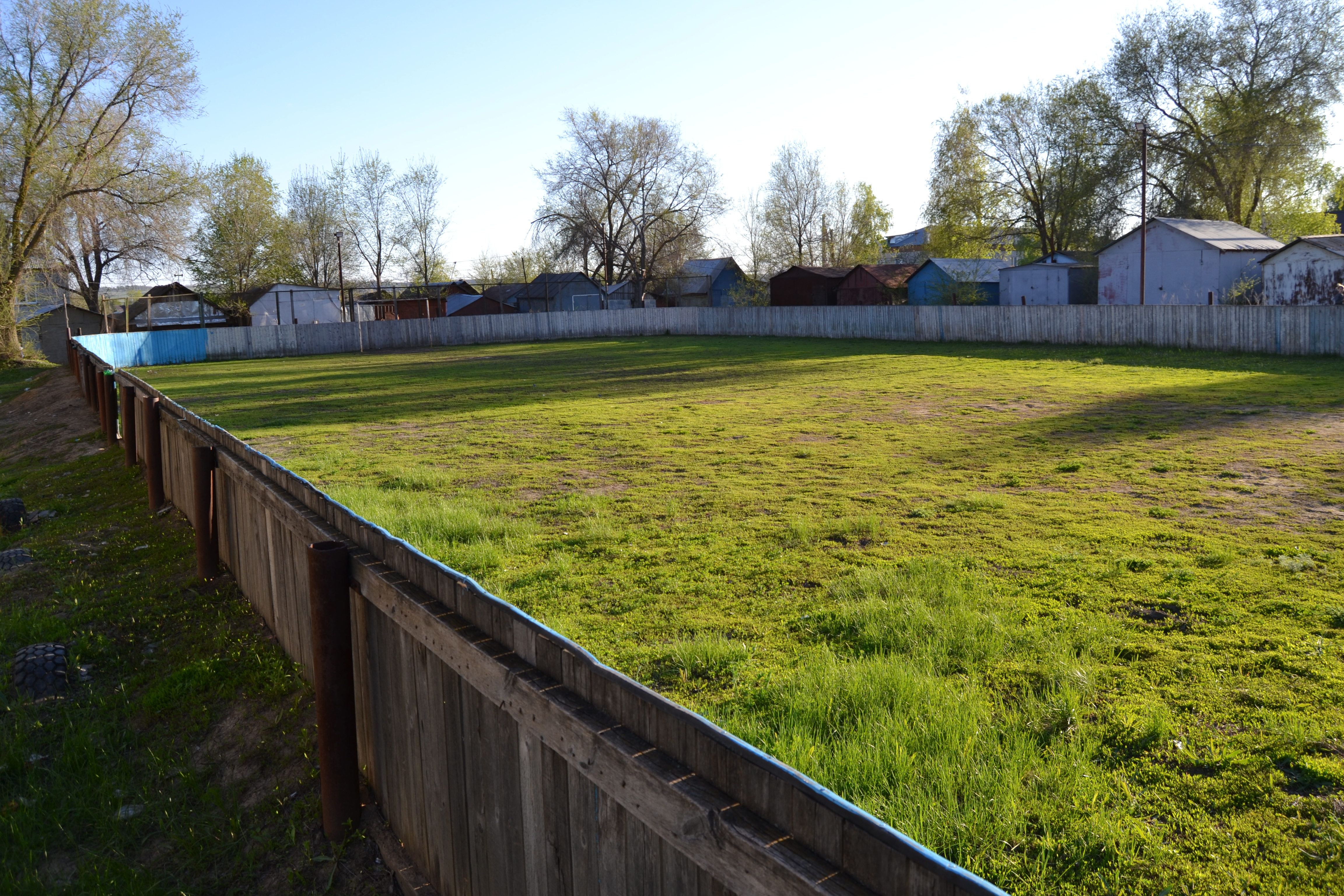
Спортивная площадка
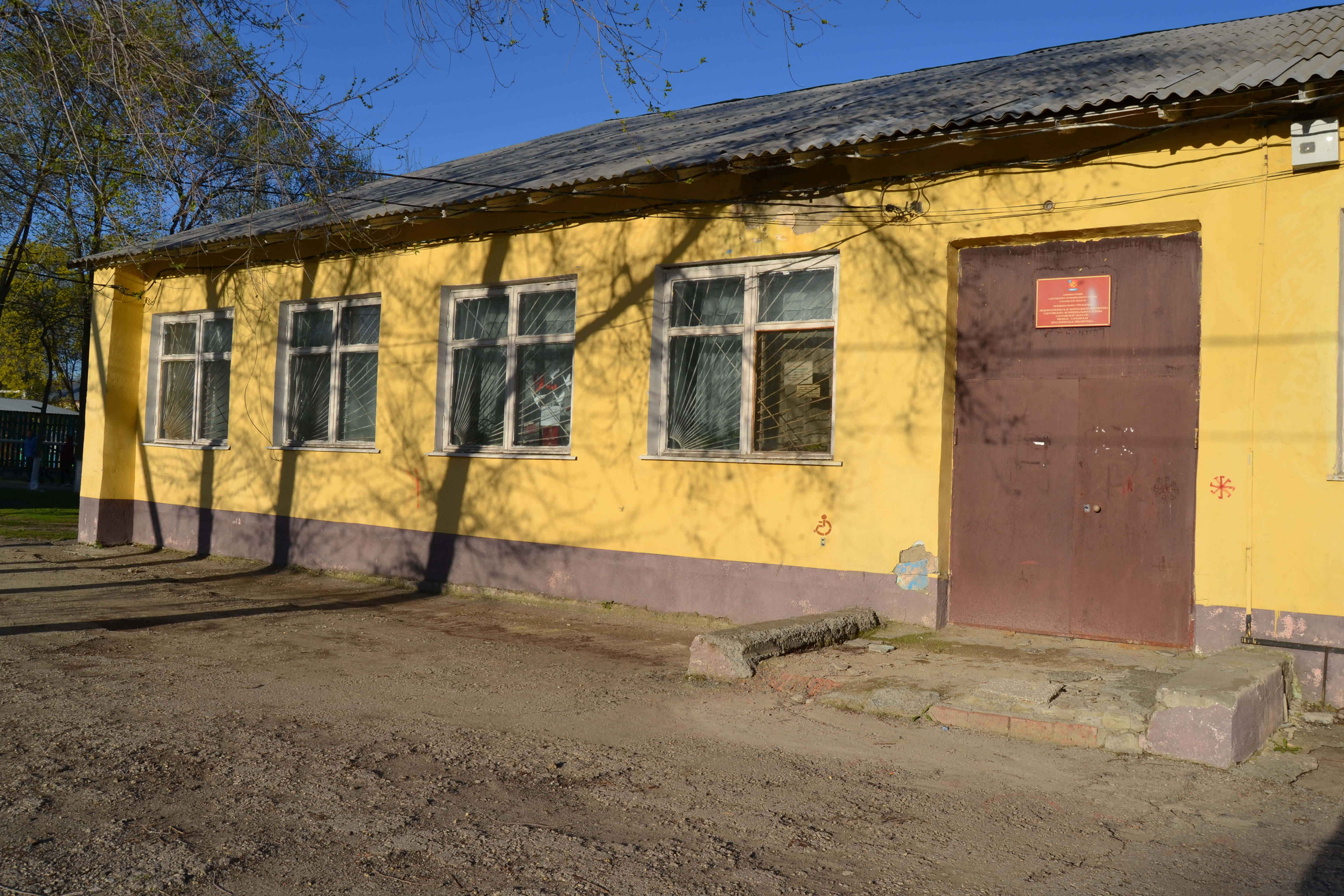
Библиотека
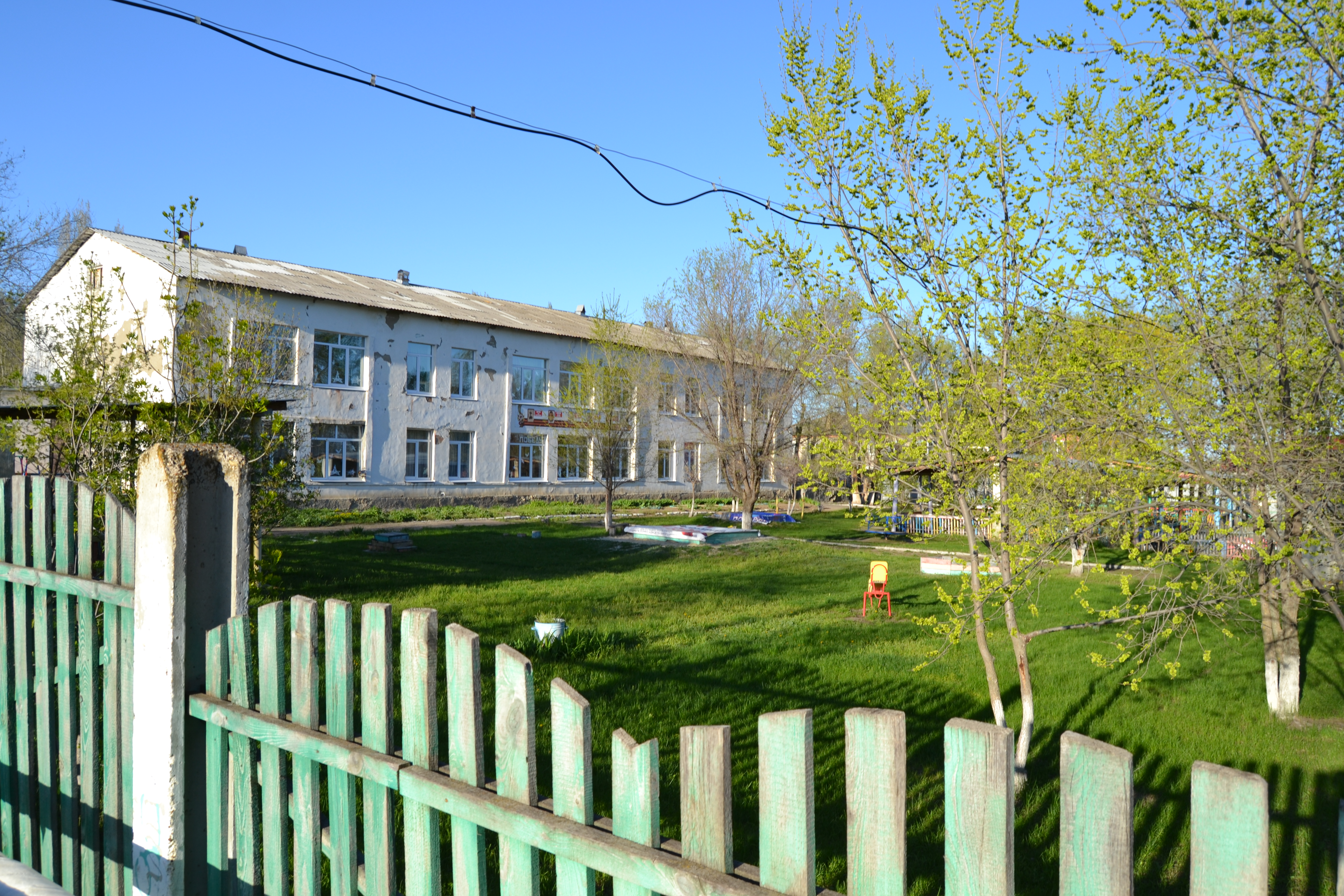
Детский сад
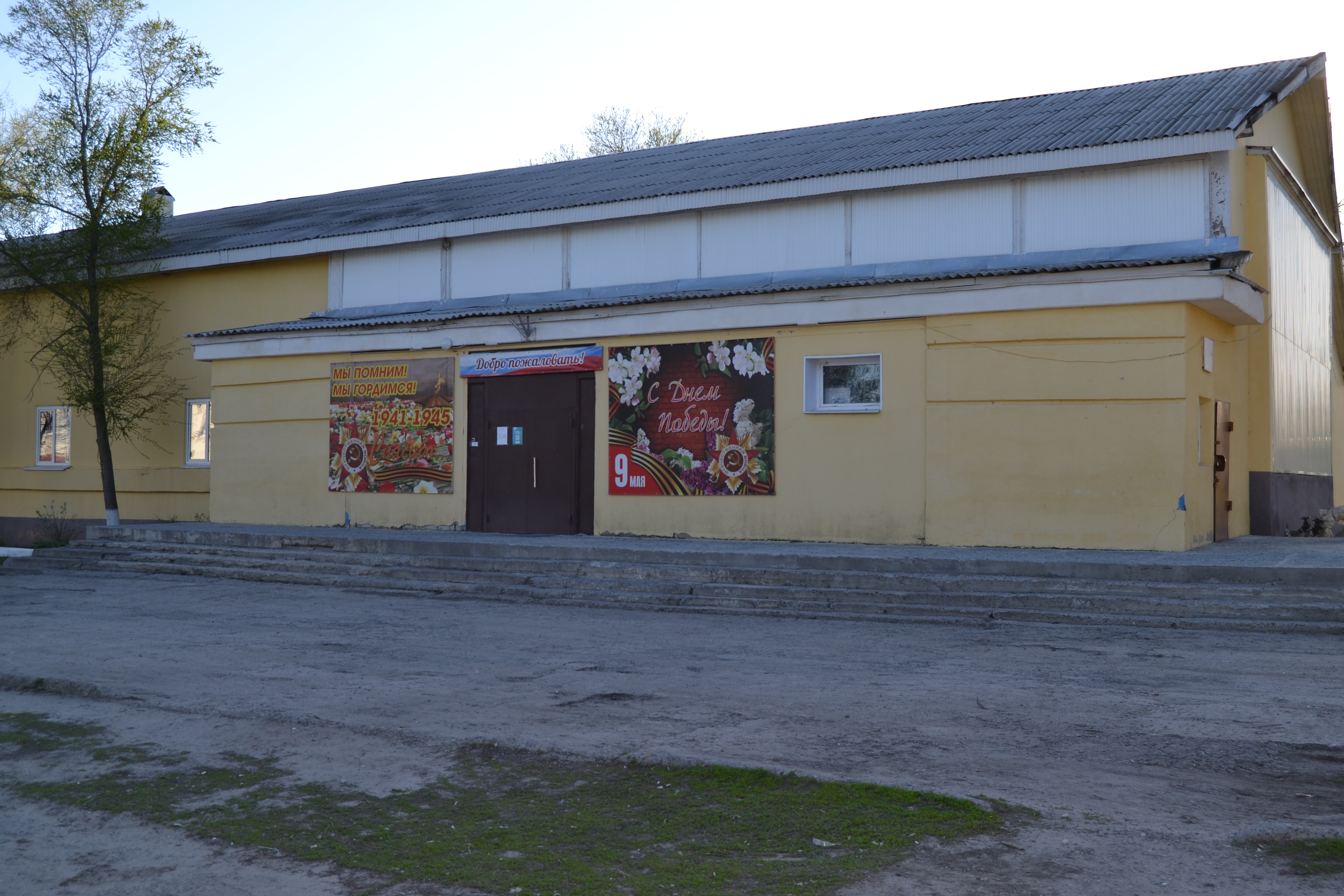
Дом культуры